# Ślaz drobnokwiatowy
Ślaz drobnokwiatowy, ślaz drobny (Malva pusilla Sm.) – gatunek rośliny z rodziny ślazowatych (Malvaceae).

## Rozmieszczenie geograficzne
Szeroko rozprzestrzeniony w Eurazji, aczkolwiek w Europie Zachodniej i na Dalekim Wschodzie jako gatunek introdukowany. Jako zawleczony występuje także w Ameryce Północnej, w południowej Afryce. Na całym obszarze irano-turańsko-eurosyberyjskim nigdzie nie występuje na stanowiskach naturalnych, z tego powodu uznawany jest na tym obszarze za archaeophyta resistentia, czyli archeofit przetrwały tylko na stanowiskach wtórnych. W Polsce opisywany jest jako pospolity na całym obszarze, chociaż powszechnie spotykany jest w kujawsko-pomorskim, mazowieckim i lubelskim, w pozostałych województwach bywa lokalnie rzadki.

## Morfologia
ŁodygaO wysokości do 50 cm, wzniesiona lub pokładająca się, owłosiona trzema rodzajami włosków; pojedynczymi, dwudzielnymi i gwiazdkowatymi.
LiścieDługoogonkowe, okrągłonerkowate, o długości do 6 cm, z 5 płytkimi, półokrągłymi łatkami i 2 brzeżnymi, mniejszymi. Są owłosione na górnej stronie blaszki wzdłuż bruzdy.
KwiatyWyrastają po 2–8 w kątach liści na całej niemal długości łodygi. Kieliszek złożony z 3 wolnych działek. Kielich o działkach tej samej długości co kieliszek, złożony z owłosionych i zrośniętych do połowy działek. Korona biała lub różowa, o podobnej długości lub niewiele dłuższa jak kielich (3–6 mm długości), złożona z odwrotnie jajowatych, wyciętych na szczycie płatków. Słupek wielokomorowy, pręciki liczne, zrośnięte w rurkę, zwykle nagą.
OwocRozłupnia zawierająca 10–12 rozłupek. Mają ostre brzegi, listewki na bocznych ścianach i siateczkowaty wzór na grzbiecie. Nasiona ciemnobrunatne, nagie.
Gatunki podobneŚlaz zaniedbany M. neglecta ma płatki korony dwa razy dłuższe od działek kielicha, o długości 6–13 mm. Podobny pokrój i drobne kwiaty ma rzadko zawlekany w Polsce Malva parviflora różniący się działkami powiększającymi się w czasie owocowania i rozpostartymi, odsłaniającymi rozłupnię (u ślazu drobnokwiatowego działki nie rozrastają się i otulają rozłupnię). Płatki u M. parviflora są drobniejsze (do 4,5 mm długości) i węższe (nie stykają się).

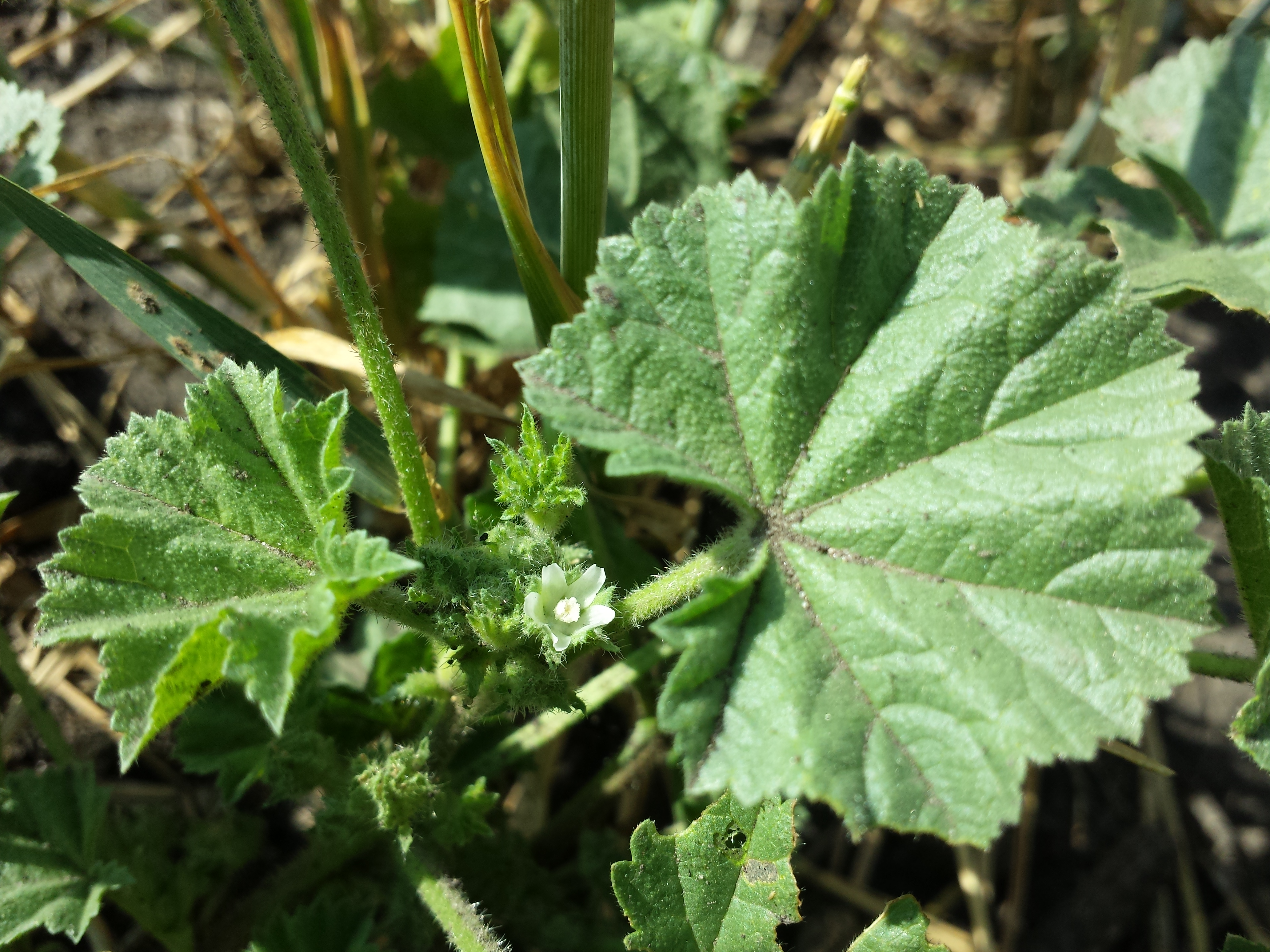
Kwitnący pęd
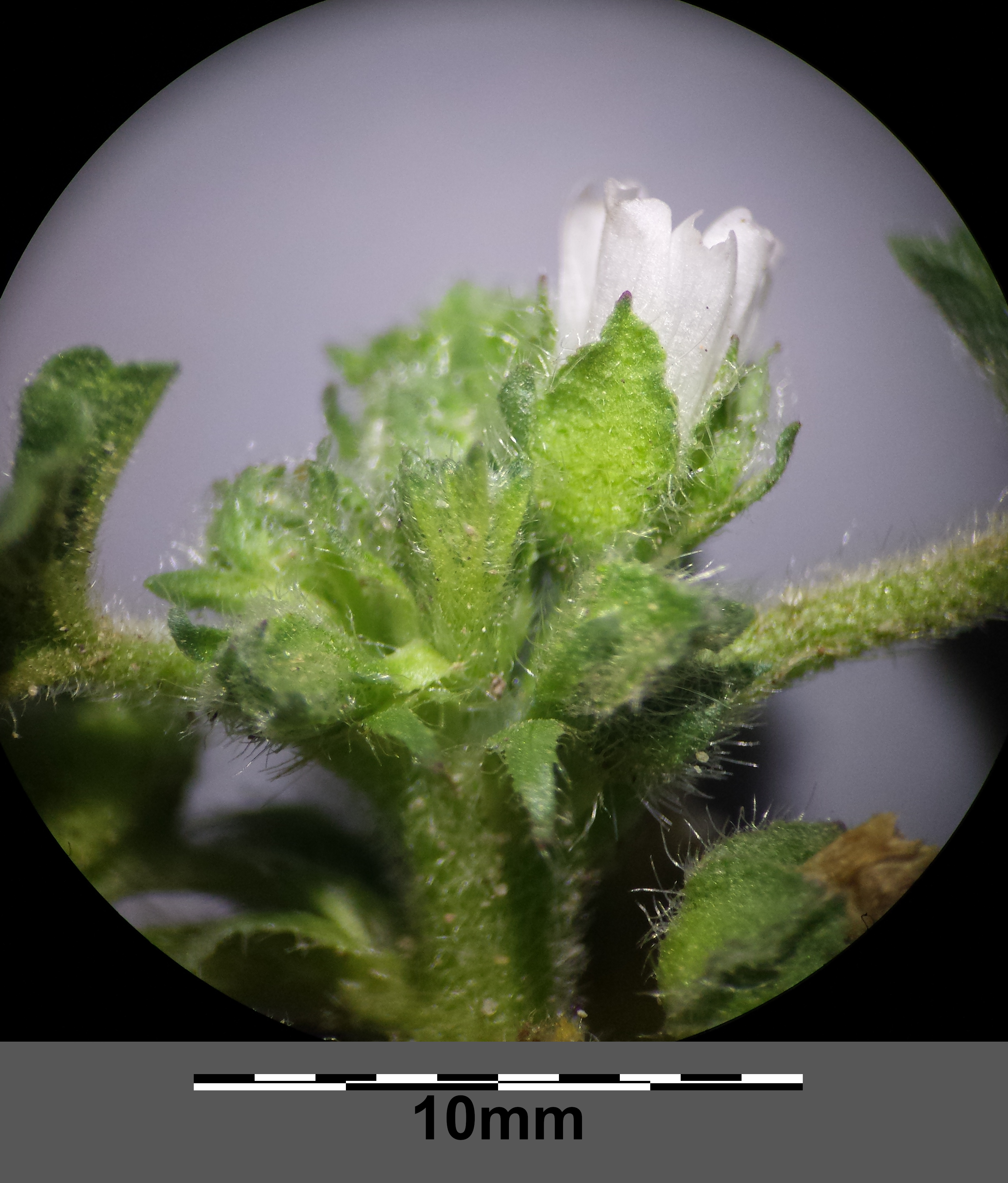
Kwiat
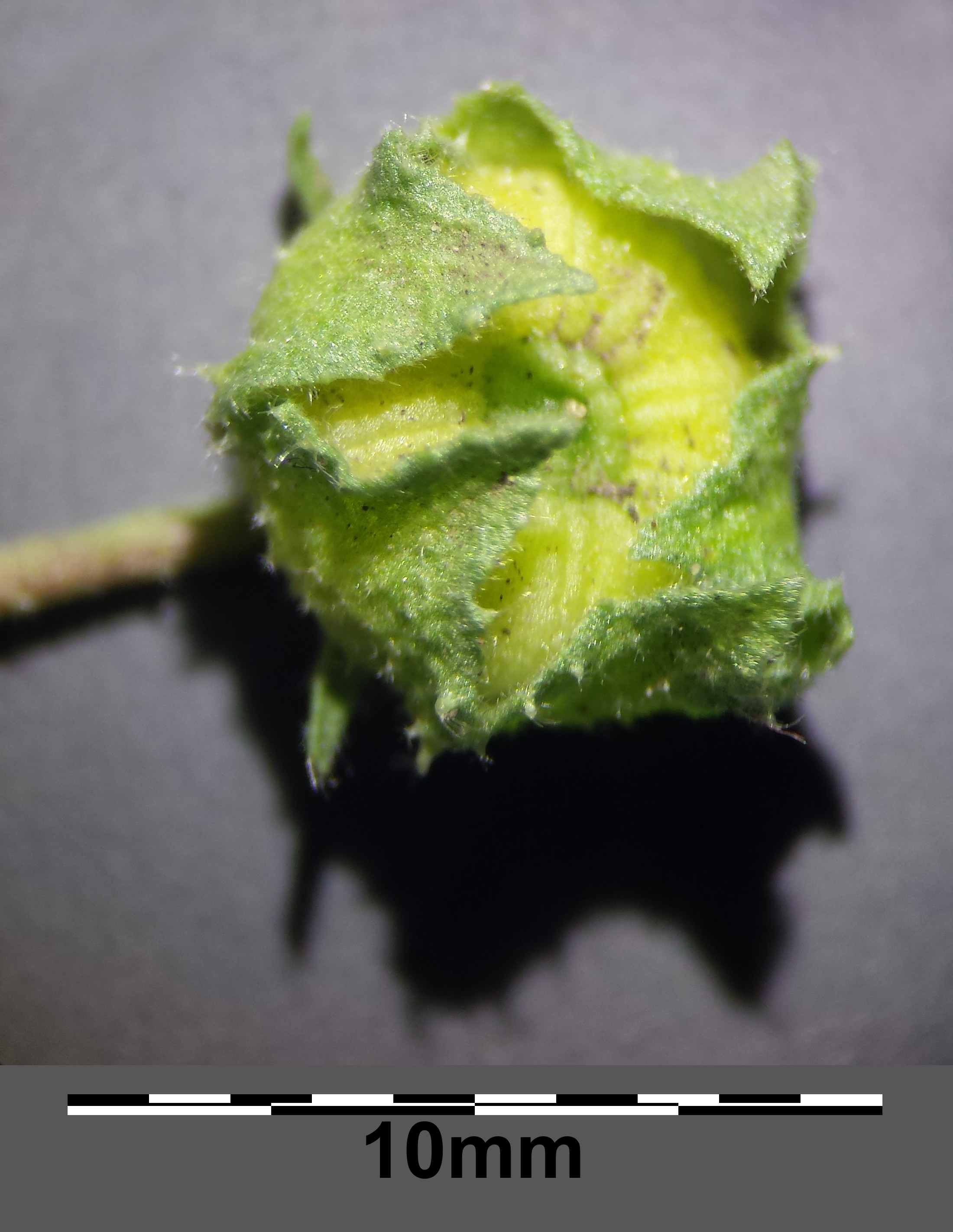
Owoc

## Biologia i ekologia
RozwójRoślina jednoroczna lub bylina, hemikryptofit. Kwitnie od czerwca do września.
SiedliskoRoślina ruderalna i azotolubna, rosnąca zwłaszcza na miejscach żyznych, bogatych w azot, na przydrożach, przychaciach i wysypiskach.
Genetyka i zmiennośćLiczba chromosomów 2n = 42, 76. Tworzy mieszańce ze ślazem zaniedbanym (Malva × adulterina Wallr.).

## Zastosowanie
- Ma jadalne liście i kwiaty. Dawniej spożywany był jako jarzyna, zarówno po ugotowaniu, jak i na surowo. Ma charakterystyczny, ślazowaty smak. Można z niego sporządzać zupy i sosy, kwiaty można dodawać do surówek[10].